# Pișcari, Satu Mare
Pișcari (în maghiară: Piskárkos) este un sat în comuna Terebești din județul Satu Mare, Transilvania, România.

## Istoric
Pișcari, localitate în comuna Terebești, județul Satu Mare, este atestată în anul 1326, cu numele de possesio Piscarcos, numele schimbîndu-se destul de des, după cum urmează:
- Piscakas în 1330
- Sacerdos de Pystarcus în 1333
- Pyskarkos în 1334
- Pyskarkas în 1428
- Pyskarkoss în 1648
- Piskarkos în 1828
- Piskaros în 1851

Potrivit celor relatate de Szirmai Antal în Szatmar Varmegye, carte apărută în 1810 la Budan, Piskarkos, sat valah, adica românesc, cu biserică și preot, cultiva grâul, orzul, ovăzul, avea păduri, iar piețele erau situate la Sătmar și Carei. Cartea amintește de o serie de proprietari ai terenurilor începînd cu anul 1370 și pînă în 1660. Din relatările lui Fenyes Elek în 1851 în cartea sa Geographiai Szatara, localiatea avea 822 de români greco-catolici, 9 reformați și 14 evrei, iar terenul satului era argilos. Din Szatmar Varmegye, carte apărută la Budapesta, rezultă că terenul satului se cifra la 2373 holde, iar după pacea de la Sătmar din 1660, groful Karoly Sandor a obținut domeniul și astfel satul a devenit proprietatea familiei Karoly pînă la mijlocul secolului al XIX-lea, poșta, gara și telegraful aflîndu-se la aflîndu-se la Tokesterebes-adică Terebești -azi. Ar mai fi de amintit faptul că așa cum se consemnează de către Bujor Dulgău, în 1781 Piskarkusi avea sigiliu propriu rotund de 25 mm pe care era gravat un brăzdar și un fier de plug.